# Centrobasket Femenino
El Centrobasket Femenino es el torneo de baloncesto femenino organizado por la FIBA Américas de la Federación Internacional de Baloncesto, donde participan las selecciones nacionales de México, América Central y El Caribe. Estos países constituyen la Confederación Centroamericana y del Caribe de Baloncesto (CONCENCABA). Las tres o cuatro mejores selecciones ganan un boleto al Campeonato FIBA Américas Femenino, del cual pueden calificar para la Copa Mundial de Baloncesto Femenino y los Juegos Olímpicos. También sirve como torneo clasificatorio para los Juegos Panamericanos. El evento femenino comenzó en 1971 y se celebre cada dos años.

## Ediciones
| Año           | Sede                                   |                | Partido por la medalla de oro | Partido por la medalla de oro | Partido por la medalla de oro |                 | Partido por la medalla de bronce | Partido por la medalla de bronce | Partido por la medalla de bronce |
| Año           | Sede                                   | Oro            | Resultado                     | Plata                         | Bronce                        | Resultado       | Cuarto lugar                     |                                  |                                  |
| ------------- | -------------------------------------- | -------------- | ----------------------------- | ----------------------------- | ----------------------------- | --------------- | -------------------------------- | -------------------------------- | -------------------------------- |
| 1971 Detalles | Venezuela · (Caracas)                  | Cuba           | Sistema de liga               | México                        | Venezuela                     | Sistema de liga | Trinidad y Tobago                |                                  |                                  |
| 1973 Detalles | México · (Veracruz)                    | México         | Sistema de liga               | Cuba                          | Puerto Rico                   | Sistema de liga | República Dominicana             |                                  |                                  |
| 1975 Detalles | República Dominicana · (Santo Domingo) | Cuba           | Sistema de liga               | México                        | República Dominicana          | Sistema de liga | El Salvador                      |                                  |                                  |
| 1977 Detalles | Panamá · (Panamá)                      | México         | Sistema de liga               | República Dominicana          | Puerto Rico                   | Sistema de liga | Panamá                           |                                  |                                  |
| 1981 Detalles | Puerto Rico (San Juan)                 | Cuba           | Sistema de liga               | México                        | Puerto Rico                   | Sistema de liga | República Dominicana             |                                  |                                  |
| 1985 Detalles | México · (Puebla)                      | Cuba           | Sistema de liga               | México                        | República Dominicana          | Sistema de liga | Puerto Rico                      |                                  |                                  |
| 1989 Detalles | Cuba · (La Habana)                     | Cuba           | 126–53                        | República Dominicana          | México                        | 75–60           | Puerto Rico                      |                                  |                                  |
| 1993 Detalles | Puerto Rico (Ponce)                    | Cuba           | 91–57                         | México                        | Puerto Rico                   | –               | República Dominicana             |                                  |                                  |
| 1995 Detalles | Cuba · (Santo Domingo)                 | Cuba           | –                             | Puerto Rico                   | República Dominicana          | –               | Bahamas                          |                                  |                                  |
| 1997 Detalles | Honduras (Tegucigalpa)                 | Cuba           | 105–69                        | Puerto Rico                   | República Dominicana          | 86–65           | México                           |                                  |                                  |
| 1999 Detalles | Cuba · (La Habana)                     | Cuba           | 117–61                        | República Dominicana          | México                        | 63–59           | Puerto Rico                      |                                  |                                  |
| 2001 Detalles | República Dominicana · (Santo Domingo) | Cuba           | –                             | México                        | República Dominicana          | –               | Puerto Rico                      |                                  |                                  |
| 2003 Detalles | México · (León)                        | Cuba           | 101–68                        | República Dominicana          | Puerto Rico                   | 79–69           | México                           |                                  |                                  |
| 2004 Detalles | Guatemala · (Ciudad de Guatemala)      | Cuba           | 118–65                        | Puerto Rico                   | Guatemala                     | 71–53           | Costa Rica                       |                                  |                                  |
| 2006 Detalles | México · (México, D. F.)               | Cuba           | 116–73                        | México                        | Jamaica                       | 71–67           | Puerto Rico                      |                                  |                                  |
| 2008 Detalles | Puerto Rico (Morovis)                  | Cuba           | 85–67                         | Puerto Rico                   | República Dominicana          | 81–73           | México                           |                                  |                                  |
| 2010 Detalles | Puerto Rico (Mayagüez)                 | Puerto Rico    | 72–48                         | Jamaica                       | México                        | 78–65           | Trinidad y Tobago                |                                  |                                  |
| 2012 Detalles | Puerto Rico (Morovis)                  | Cuba           | 78–63                         | Puerto Rico                   | República Dominicana          | 79–78           | México                           |                                  |                                  |
| 2014 Detalles | México · (Monterrey)                   | Cuba           | 58–47                         | Puerto Rico                   | República Dominicana          | 61–55           | Islas Vírgenes                   |                                  |                                  |
| 2017 Detalles | Islas Vírgenes (Saint Thomas)          | Islas Vírgenes | Sistema de liga               | México                        | Puerto Rico                   | Sistema de liga | Jamaica                          |                                  |                                  |
| 2018 Detalles | Puerto Rico (Manatí)                   | Puerto Rico    | 83-54                         | Cuba                          | México                        | 85-81           | República Dominicana             |                                  |                                  |
| 2021 Detalles | El Salvador · (San Salvador)           | Puerto Rico    | Sistema de liga               | Islas Vírgenes                | República Dominicana          | Sistema de liga | El Salvador                      |                                  |                                  |
| 2022 Detalles | México · (Chihuahua)                   | Puerto Rico    | 88-65                         | México                        | Cuba                          | 73-58           | República Dominicana             |                                  |                                  |
| 2024 Detalles | México · (Irapuato)                    |                | Puerto Rico                   | 95-81                         | República Dominicana          |                 | México                           | 84-64                            | El Salvador                      |

## Tablas de medallas
| Núm. | País                 | Oro | Plata | Bronce | Total |
| ---- | -------------------- | --- | ----- | ------ | ----- |
| 1    | Cuba                 | 16  | 2     | 1      | 19    |
| 2    | Puerto Rico          | 5   | 6     | 6      | 17    |
| 3    | México               | 2   | 9     | 5      | 16    |
| 4    | Islas Vírgenes       | 1   | 1     | 0      | 2     |
| 5    | República Dominicana | 0   | 5     | 9      | 14    |
| 6    | Jamaica              | 0   | 1     | 1      | 2     |
| 7    | Venezuela            | 0   | 0     | 1      | 1     |
| 7    | Guatemala            | 0   | 0     | 1      | 1     |